# Giuseppe Jung
Giuseppe Jung (* 16. März 1845 in Mailand; † 5. Januar 1926 ebenda) war ein italienischer Mathematiker.
Er studierte Mathematik bei G. Battaglini in Neapel (Laurea 1867) und später mit Luigi Cremona in Mailand, dessen Assistent am Polytechnikum er wurde. 1873 wurde er Nachfolger von Bertini (der Cremona nach Rom folgte) am Liceo Parini in Mailand. Ab 1876 unterrichtete er in Mailand am Polytechnikum projektive Geometrie und grafische Statik als Extraordinarius, ab 1890 als Professor. 1912 ging er in den Ruhestand. Er beschäftigte sich auch mit algebraischer Geometrie, Mechanik und Elastizitätstheorie und übersetzte die „Elemente der Darstellenden Geometrie“ von Rudolf Sturm ins Italienische (mit Erweiterungen). Er ist Verfasser des Artikels „Geometrie der Massen“ in der Enzyklopädie der mathematischen Wissenschaften.